# Oria (geslacht)
Oria is een geslacht van vlinders van de familie Uilen (Noctuidae).

## Soorten
- O. flavescens (Hampson, 1902)
- O. insularis Herrich-Schäffer, 1898
- O. musculosa (Hübner, 1808)
- O. myodea Rambur, 1858